# Joann Sfar
Joann Sfar (francouzská výslovnost: [ʒoan sfaʁ]; * 28. srpna 1971 Nice) je francouzský autor komiksů, komiksových knih, spisovatel a filmový režisér.

## Život a kariéra
Sfar se narodil v Nice, populární zpěvačce Lilou a právníkovi André Sfarovi, který se stal známý pro účast na stíhání neonacistů. Matka mu zemřela, když mu byly tři roky. Vyrůstal s otcem a s dědečkem, vojenským lékařem ukrajinského původu, který během druhé světové války působil v Nezávislé brigádě Alsasko-Lotrinsko (francouzsky: Brigade indépendente Alsace-Lorraine, BIAL). Sfarův dědeček údajně zachránil pravici velitele brigády spisovatele André Malrauxe, za což získal francouzské občanství.
Jde o plodného umělce, který je považován za jednoho z nejvýznamnějších představitelů nové vlny francouzsko-belgického komiksu. Sám ale odmítl tvrzení, že by se spolu s umělci jako Christophe Blain, Marjane Satrapi a Lewis Trondheim snažili vytvořit alternativní scénu nebo nové hnutí v komiksu. Mnohé jeho komiksy byly zveřejněny v nakladatelství L'Association, které založil v roce 1990 Jean-Christophe Menu spolu se šesti dalšími umělci. Pracoval také s mnoha dalšími umělci jako jsou David B. a Lewis Trondheim. Seriál Donjon, který vytvořil s Trondheimem, se v mnoha zemích stal kultovním.
Některé jeho komiksy jsou inspirovány jeho židovským původem. Sfar je synem židovských rodičů (jeho matka pocházela z rodu Aškenázů z Ukrajiny a otec z rodu sefardských židů z Alžírska). Sám označuje svůj humor ve svém seriálu Professeur Bell (volně inspirovaném osudy Josepha Bella) jako sefardský. Také Rabínova kočka (Le chat du rabbin) je jasně inspirována sefardskými vlivy. Les olives noires je seriál o židovském dítěti v Izraeli v době Ježíšově. Stejně jako Rabínova kočka obsahuje mnoho historických a teologických informací.
Jeho dílo ovlivnil především Fred a André Franquin stejně jako Marc Chagall, Chaim Soutine, Will Eisner, Hugo Pratt a John Buscema.
V letech 2009–2010 napsal a režíroval životopisný film Serge Gainsbourg: Heroický život (francouzsky: Gainsbourg: Vie Héroïque) o proslulém francouzském skladateli a zpěvákovi Serge Gainsbourgovi, jehož je Sfar nadšeným fanouškem. Film vychází z původního Sfarova komiksu a získal několik cen včetně tří Césarů.

## Dílo

### Anglicky
- Klezmer: Tales of the Wild East (Klezmer - Cesta na východ), First Second Books, New York, 2006.
- Upír miluje, First Second Books, New York, 2006.
- Sardinky ve vesmíru, 6 svazků, spolupráce: Emmanuel Guibert, First Second Books, New York, 2006-2008.
- The Professor's Daughter (Profesorova dcera), spolupráce: Emmanuel Guibert, First Second Books, New York, 2007.
- The Rabbi's Cat (Rabínův kocour), Pantheon, 2007.
- The Rabbi's Cat 2 (Rabínův kocour 2), Pantheon, 2008.
- Little Vampire (Malý upírek), First Second Books, New York, 2008.
- Dungeon (od roku 1998, spolupráce: Lewis Trondheim a další)
- The Little Prince (Malý princ - komiksová úprava), Houghton Mifflin Harcourt, New York, 2010

### Francouzsky
- Petrus Barbygère (spolupráce: Pierre Dubois)
  - L'elficologue (1996, Delcourt, ISBN 2-84055-082-2)
  - Le croquemitaine d'écume (1997, Delcourt, ISBN 2-84055-136-5)
- Les Potamoks (spoluautor: José-Luis Munuera)
  - 1. Terra Incognita (1996, Delcourt, ISBN 2-84055-088-1)
  - 2. Les fontaines rouges (1996, Delcourt, ISBN 2-84055-110-1)
  - 3. Nous et le désert (1997, Delcourt, ISBN 2-84055-147-0)
- La Fille du professeur (Profesorova dcera, 1997, spoluautor: Emmanuel Guibert, Dupuis, ISBN 2-8001-2481-4)
  - Vydáno v angličtině v nakladatelství First Second Books pod názvem The Professor's Daughter (2007), ISBN 1-59643-130-X
- Donjon (od 1998, spolupráce: Lewis Trondheim a kolektiv)
- Le petit monde du Golem (Golemův malý svět, 1998, L'Association, ISBN 2-909020-98-3)
- Troll (spoluautor: Olivier Boiscommun)
  - 3. Mille et un ennuis (1999, Delcourt, ISBN 2-84055-276-0)
- Professeur Bell (od 3. dílu spoluautor: Hervé Tanquerelle)
  - 1. Le mexicain à deux têtes (1999, Delcourt, ISBN 2-84055-257-4)
  - 2. Les poupées de Jérusalem (2000, Delcourt, ISBN 2-84055-432-1)
  - 3. Le cargo du Roi Singe (2002, Delcourt, ISBN 2-84055-752-5)
  - 4. Promenade des Anglaises (2003, Delcourt, ISBN 2-84789-187-0)
  - 5. L'Irlande à bicyclette (2006, Delcourt, ISBN 2-7560-0013-2)
- Urani (2000, spoluautor: David B, Dargaud, ISBN 2-205-04795-7)
- Grand Vampire
  - 1. Cupidon s'en fout (2001, Delcourt, ISBN 2-84055-526-3)
  - 2. Mortelles en tête (2002, Delcourt, ISBN 2-84055-809-2)
  - 3. Transatlantique en solitaire (2002, Delcourt, ISBN 2-84055-941-2)
  - 4. Quai des brunes (2003, Delcourt, ISBN 2-84789-000-9)
    - Books 1-4 published in English as Vampire Loves (2006, First Second, ISBN 1-59643-093-1)

  - 5. La Communauté des magiciens (2004, Delcourt, ISBN 2-84789-262-1)
  - 6. Le peuple est un Golem (2005, Delcourt, ISBN 2-84789-494-2)
- Les olives noires (spoluautor: Emmanuel Guibert, art)
  - 1. Pourquoi cette nuit est-elle différente des autres nuits? (2001, Dupuis, ISBN 2-8001-3149-7)
  - 2. Adam Harishon (2002, Dupuis, ISBN 2-8001-3220-5)
  - 3. Tu ne mangeras pas le chevreau dans le lait de sa mère (2003, Dupuis, ISBN 2-8001-3378-3)
- Le chat du rabbin
  - 1. La Bar-Mitsva (2002, Dargaud, ISBN 2-205-05207-1)
  - 2. Le Malka des Lions (2002, Dargaud, ISBN 2-205-05369-8)
  - 3. L'exode (2003, Dargaud, ISBN 2-205-05497-X)
    - Knihy 1-3 byly vydány v angličtině pod názvem The Rabbi's Cat (2005, Pantheon, ISBN 0-375-42281-1)

  - 4. Le Paradis Terrestre (2005, Dargaud, ISBN 2-205-05725-1)
  - 5. Jérusalem d'Afrique (2006, Dargaud, ISBN 2-205-05868-1)
    - Knihy 4-5 byly vydány v angličtině pod názvem The Rabbi's Cat 2 (2008, Pantheon, ISBN 0-375-42507-1)

  - 6. Tu n'auras pas d'autre dieu que moi (2015, Dargaud, ISBN 2-205-07353-2)
- Klezmer
  - 1. Conquête de l'Est (2005, Gallimard, ISBN 2-07-057309-5)
  - 2. Bon anniversaire Scylla (2006, Gallimard, ISBN 2-07-057552-7)
  - 3. Tous des voleurs! (2007, Gallimard, ISBN 2-07-057868-2)
  - 4. Trapèze volant! (2012, Gallimard ISBN 978-2-07-064315-8)
  - 5. Kishinev-des-fous (2014, Gallimard ISBN 978-2-07-064922-8)
- Chagall en Russie
  - 1. Première partie (2010, Gallimard ISBN 978-2-07-062825-4)
  - 2. Seconde partie (2011, Gallimard ISBN 978-2-07-063853-6)

## Filmografie
| rok  | Název                                      | úloha   | úloha      | úloha     | poznámka |
| rok  | Název                                      | režisér | scenárista | producent | poznámka |
| ---- | ------------------------------------------ | ------- | ---------- | --------- | --- |
| 2010 | Serge Gainsbourg: Heroický život           | ano     | ano        |           | rovněž herec (představitel Georgese Brassense) cena: César za nejlepší filmový debut nominace: César za nejlepší film nominace: Lumières za nejlepší film nominace: Lumières za nejlepší režii                                                                                      |
| 2011 | Rabínův kocour                             | ano     | ano        | ano       | také autor storyboardu a herec (hlas) cena: César pro nejlepší animovaný film cena: Cristal Award za nejlepší film Cena Jacquese Préverta za scénář za nejlepší adaptaci nominace: Cena Annie za nejlepší animovaný film nominace: Evropské filmové ceny za nejlepší animovaný film |
| 2013 | Aya of Yop City                            |         |            | ano       | |
| 2014 | Kahlil Gibran's The Prophet                | ano     |            |           | |
| 2015 | The Lady in the Car with Glasses and a Gun | ano     |            |           | |

## Román
- L'éternel (2013, Albin Michel, ISBN 2-22-624685-1)

## Ocenění
- 1998: Award for First Comic Book and René Goscinny Award at the Angoulême International Comics Festival, France
- 2000: Nominated for Best Comic Book and for the Youth Award (9 to 12 years) at the Angoulême International Comics Festival
  - Nominated for the Best Long Comic Strip at the Haxtur Awards Spain
  - Nominated for Best International Writer at the Max & Moritz Prizes, Germany
- 2001: Nominated for Best Scenario and for the Humour Award at the Angoulême International Comics Festival
- 2002: Nominated for Best Artwork and the Canal BD Award at the Angoulême International Comics Festival
- 2003: Oecumenic Jury Award and Polish award at the Angoulême International Comics Festival
  - Nominated for Best Comic Book, for the Canal BD Award, and for the Prix de la critique at the Angoulême International Comics Festival
- 2004: Grand Prix de la ville d'Angoulême: 30th anniversary prize, France
  - Award for Best Youth Album (7 to 8 years) at the Angoulême International Comics Festival
  - Best International Series at the Prix Saint-Michel, Belgium
  - Nominated for Best Series at the Angoulême International Comics Festival
  - Best International Writer at the Max & Moritz Prizes, Germany
- 2005: Nominated for Best Artwork at the Angoulême International Comics Festival
- 2006: Best U.S. Edition of Foreign Material at the Eisner Awards, United States
  - Nominated for the Audience Award and for Best Series at the Angoulême International Comics Festival
- 2007: Sproing Award, for Best Foreign translated material, Rabbinerens katt (Le chat du rabbin), Norway
  - Nominated for Outstanding Series at the Ignatz Awards, United States